# Toshimasa Adachi
Pour les articles homonymes, voir Toshimasa.
Toshimasa Adachi (安達 利昌, Toshimasa Adachi) est un joueur professionnel de go japonais.

## Biographie
Toshimasa Adachi est né le 15 avril 1991 à Tokyo au Japon. Il a actuellement atteint le niveau de 5e Dan professionnel à la Nihon Ki-in.